# Who Is America?
Who Is America? è una serie televisiva statunitense ideata e prodotta da Sacha Baron Cohen, che ne è anche il protagonista e ha partecipato attivamente alle riprese. La serie è andata in onda negli Stati Uniti su Showtime a partire dal 15 luglio 2018. In Italia, è stata trasmessa in prima visione su Sky Atlantic dal 15 ottobre al 26 novembre 2018. La serie è inoltre disponibile sulla piattaforma di streaming Paramount+.

## Personaggi e interpreti
Sacha Baron Cohen nella serie interpreta diversi personaggi, tra cui:
- Billy Wayne Ruddick Jr., PhD, un teorico del complotto di estrema destra e cittadino-giornalista autoproclamato, che pubblica le sue "indagini" sul sito web TRUTHBRARY.org.
- Dr. Nira Cain-N'Degeocello, un progressista, lettore di studi di genere presso il Reed College, co-preside della Wildfields Poly-Ed e attivista del Partito Democratico, determinato a "ricucire la divisione" tra conservatori e liberali negli Stati Uniti, intervistando cittadini sostenitori di Donald J. Trump. Ha una compagna di nome Naomi, un figlio chiamato Harvey Milk e una figlia di nome Malala.
- Rick Sherman, un ex detenuto inglese da poco rilasciato, che ha sviluppato la propria espressione artistica, musicale e culinaria utilizzando le risorse limitate disponibili in prigione. I suoi medium artistici includono fluidi corporei ed escrementi, la sua musica da discoteca è composta con suoni registrati durante la detenzione e la sua cucina riprende i temi e gli ingredienti del mondo carcerario. Sherman cerca di far conoscere le sue creazioni a figure di spicco del settore, nel tentativo di raggiungere un pubblico più vasto.
- Erran Morad, un esperto anti-terrorismo israeliano, membro dell'esercito ed ex agente del Mossad. È specializzato in tattiche e tecnologie non convenzionali nella lotta contro nemici come terroristi, immigrati e pedofili; sostiene, ad esempio, che il progetto della National Rifle Association of America per armare tutti gli insegnanti non sia sufficiente a limitare la violenza nelle scuole. Propone invece un nuovo programma, "Kinderguardians", che prevede l’addestramento e l’armamento dei bambini dai 3 ai 16 anni.
- Gio Monaldo, un eccentrico playboy miliardario e fotografo d'alta moda italiano, protagonista di una serie televisiva che documenta la sua vita, La Vita Diamante di Gio, trasmessa su Canale 5. Le cause umanitarie che sostiene includono la lotta contro l'epidemia di virus Ebola in Africa occidentale e contro l’impiego dei bambini soldato.
- OMGWhizzBoyOMG, uno YouTuber finlandese che conduce uno show in cui intervista ospiti mentre apre giocattoli da collezione. Sebbene si presenti con un atteggiamento infantile e superficiale, nei suoi discorsi emergono spesso affermazioni che lasciano intuire simpatie per ideologie fasciste.

## Episodi
| Stagione       | Episodi | Prima TV USA | Prima TV Italia |
| -------------- | ------- | ------------ | --------------- |
| Prima stagione | 7       | 2018         | 2018            |

## Produzione

### Sviluppo
Il 29 giugno e il 3 luglio 2018, Showtime ha pubblicato due brevi video promozionali per una nuova serie prevista per il 15 luglio. Nei video si affermava che la rete non poteva ancora rivelare il titolo della serie, la sua premessa né il nome del regista, a causa di un accordo di non divulgazione. Nei giorni successivi, varie fonti di informazione hanno iniziato a ipotizzare che la comica Kathy Griffin potesse essere la protagonista.. Il 5 luglio 2018, in seguito alla pubblicazione di un misterioso video di Sacha Baron Cohen sul suo account Twitter il giorno precedente, si è iniziato a sospettare che il protagonista fosse proprio lui, e che la serie sarebbe stata simile al precedente Da Ali G Show.
Il 9 luglio 2018 venne annunciato che Showtime aveva ordinato la produzione di una prima stagione composta da sette episodi. La serie è stata ideata da Sacha Baron Cohen, che figura anche tra i produttori esecutivi insieme ad Anthony Hines, Todd Schulman, Andrew Newman, Dan Mazer e Adam Lowitt.

#### Futuro della serie
Il 26 agosto 2018, Baron Cohen scrisse su Twitter che la serie non sarebbe tornata per una seconda stagione, notizia confermata il giorno seguente dalla stessa Showtime. Tuttavia, il giorno successivo Showtime chiarì di non aver formalmente annullato la serie e si mostrò interessata a produrre ulteriori episodi.

### Riprese
Il 3 agosto 2017, Baron Cohen girò una scena nel ruolo del Dr. Nira Cain-N'Degeocello ad Augusta, in Georgia.
Il 10 febbraio 2018, Baron Cohen è stato nuovamente visto nei panni dello stesso personaggio (con parrucca scura riccia e occhiali neri dalla montatura spessa) in una stanza d'albergo di Las Vegas, in compagnia di O. J. Simpson. Secondo quanto riportato, Baron Cohen avrebbe pagato Simpson 20.000 dollari per partecipare alle riprese.

### Musica
La sigla della serie è "Indomitable" di DJ Shub, brano tratto dall'EP PowWowStep del 2016. Secondo quanto riportato, Shub si trovava in vacanza quando il suo manager lo informò che Sacha Baron Cohen stava cercando di ottenere la licenza per una delle sue canzoni. Fan di Baron Cohen, Shub diede subito il proprio consenso. Inizialmente pensava che il brano sarebbe stato utilizzato per un film in uscita e rimase sorpreso nel sentirlo impiegato in un trailer promozionale della serie. Successivamente, fu ancora più sorpreso nel scoprire che veniva utilizzato come colonna sonora ufficiale dei titoli di testa della serie.

## Promozione
Il 29 giugno 2018 è stato pubblicato il primo teaser della serie, seguito il 3 luglio 2018 dal secondo. L'8 luglio 2018, Baron Cohen ha diffuso un ulteriore video che vede la partecipazione di Dick Cheney. Il 14 luglio 2018 è stato pubblicato il trailer ufficiale.
Il 22 luglio 2018, il "kit da waterboard" firmato da Cheney nel secondo episodio della serie è stato messo in vendita su eBay poco prima della trasmissione dell'episodio. L'asta è partita da 1 dollaro ed è salita fino a 2.551 dollari alle 17:50 di domenica sera. La vendita era destinata a supportare Amnesty International, ma lunedì mattina eBay ha rimosso l'inserzione. In una dichiarazione, la società ha spiegato che la rimozione è avvenuta "a causa di attività insolita nelle offerte e [perché] il venditore è nuovo su eBay, [quindi] questa asta è stata rimossa in base ai nostri modelli di rischio".

## Distribuzione
La serie viene trasmessa su Showtime dal 15 luglio 2018.

### Trasmissione internazionale
- Australia: Stan
- Canada: CraveTV[16]
- Francia: Canal+[17]
- Germania: Sky Atlantic[18]
- Italia: Sky Atlantic[19][20]
- Regno Unito: Channel 4[8]

## Controversie
Il 10 luglio 2018, l'ex governatrice dell'Alaska, Sarah Palin, ha rivelato su Facebook di essere stata intervistata da Baron Cohen mentre era nel personaggio di un veterano disabile. Successivamente ha espresso rabbia per essere stata ingannata nel partecipare all'intervista, dicendo:
Un giorno dopo, l'ex membro del Congresso degli Stati Uniti Joe Walsh ha rivelato su Twitter che anche lui era stato intervistato da Baron Cohen:
Il 12 luglio 2018, l'ex giudice dell'Alabama Roy Moore ha divulgato la sua involontaria partecipazione alla serie attraverso una dichiarazione che recitava:
Lo stesso giorno, il conduttore radiofonico della Georgia Austin Rhodes ha confermato di aver avuto involontariamente Baron Cohen come ospite nel suo programma radiofonico nell’agosto 2017, mentre Cohen era nel personaggio. Rhodes ha dichiarato di non essere stato così irritato come altri intervistati, menzionando di essere un fan di Baron Cohen, dicendo:
Sempre nello stesso giorno, il giornalista radiotelevisivo Ted Koppel ha rivelato di aver preso parte a un'intervista per la serie a casa sua, con l’impressione che si trattasse di una serie imminente di Showtime intitolata Age of Reason. Koppel non era eccessivamente irritato dall'idea di essere stato ingannato, affermando:
Tuttavia, ha espresso preoccupazione riguardo alla pratica di persone che si spacciano per documentaristi o giornalisti, aggiungendo:
Il 13 luglio 2018 il rappresentante della Florida alla Camera, Matt Gaetz ha ammesso di essere stato ingannato da Cohen e di aver partecipato a un'intervista. A differenza della maggior parte degli altri che hanno confermato il loro coinvolgimento, Gaetz ha riconosciuto di essere un fan di Cohen e che non vedeva l'ora che la serie incominciasse, dicendo:
Il 15 luglio 2018 Christy Cones, commerciante d'arte di Laguna Beach, ha commentato la sua apparizione nel primo episodio della serie dicendo:
Il 16 luglio 2018 Showtime ha difeso Baron Cohen contro le accuse mosse contro di lui e la serie da parte di Palin e Walsh riguardanti il suo presunto ritratto di se stesso come un veterano disabile, dicendo:
Il 17 luglio 2018, la rappresentante della California alla Camera Dana Rohrabacher ha rilasciato una dichiarazione in cui ha commentato la sua apparizione nel primo episodio:
Il 21 luglio 2018, la star dei reality Corinne Olympios ha discusso in un'intervista con Entertainment Weekly come aveva fatto pace con la sua apparizione nel secondo episodio della serie, dicendo:

Il 31 luglio 2018 il rapper Ness Lee ha parlato con Vulture in un'intervista riguardante la sua apparizione nel terzo episodio, dicendo:

Il 10 agosto 2018, Arpaio ha parlato nuovamente della sua apparizione nello show, questa volta sulla scia del suo segmento in onda nell'episodio quattro, attraverso un'intervista con The Washington Examiner. Nell'intervista, Arpaio ha lanciato una sfida a Baron Cohen dicendo:

Il 13 agosto 2018, il fondatore della Youth Shooters of America Dan Roberts ha commentato la sua apparizione nel quinto episodio della serie durante un'intervista con il New York Times. Ha espresso il suo disappunto nella condotta di Baron Cohen e Showtime dicendo:
Il 20 agosto 2018, l'attrice Gretchen Rossi ha parlato positivamente della sua apparizione nello show a Page Six dicendo:
Il 5 settembre 2018, è stato riferito che Moore aveva intentato una causa contro Baron Cohen, Showtime e CBS Corporation chiedendo $95 milioni di danni per presunta frode, diffamazione e sofferenza emotiva. La causa è stata intentata presso il tribunale distrettuale degli Stati Uniti per il distretto di Columbia e sostiene che la liberatoria firmata da Moore è stata "ottenuta tramite frode" ed è quindi "nulla e inoperante".

### Conseguenze politiche
Dopo la messa in onda del secondo episodio della serie, Jason Spencer, membro della Camera dei rappresentanti della Georgia, ricevette critiche da esponenti di entrambi gli schieramenti politici per la sua partecipazione al programma, durante la quale fu mostrato mentre urlava gli epiteti razzisti "negro" e "negro del deserto", parlava con un accento asiatico stereotipato e si abbassava i pantaloni per mostrare le natiche, nel presunto tentativo di dimostrare una tecnica per scoraggiare potenziali terroristi. Il 24 luglio 2018 fu annunciato che Spencer si sarebbe dimesso dal suo incarico a partire dal 31 luglio successivo.

## Accoglienza

### Ascolti
In televisione, il primo episodio ha registrato un punteggio di 0,1 nella fascia demografica degli adulti tra i 18 e i 49 anni, con un totale di 327.000 spettatori sintonizzati per la messa in onda. Lo streaming e la visione on demand hanno aggiunto ulteriori 301.000 spettatori, portando il totale complessivo della prima a 628.000. La serie si è classificata al 77º posto tra le serie originali via cavo più seguite nella serata della sua prima. Showtime ha dichiarato che, considerando tutte le proprie piattaforme (televisione lineare, streaming e on demand), l’episodio inaugurale ha superato il milione di spettatori nel giorno del debutto. * La rete ha inoltre riferito che la serie ha generato il maggior numero di nuove iscrizioni in un solo giorno al proprio servizio di streaming per tutto il 2018.

### Critica
La serie è stata accolta in maniera mista dalla critica. Sull'aggregatore di recensioni Rotten Tomatoes presenta un indice di gradimento del 59%, con un voto medio di 6 su 10 basato su 61 recensioni. Il consenso critico del sito recita: "Fugacemente divertente e fin troppo rilevante, Who Is America? dimostra che Sacha Baron Cohen ha ancora qualcosa da dire – anche se il suo approccio nichilista potrebbe non essere il modo giusto per dirlo." Su Metacritic, invece, ha ottenuto un punteggio di 59 su 100, basato su 22 recensioni.
In una recensione mista, Mike Hale del New York Times ha paragonato la serie ai precedenti lavori di Cohen, scrivendo: "Il signor Cohen rimane un forte interprete e scrittore, e mentre questi nuovi personaggi non sono così ferocemente divertenti come Ali G o Borat, hanno ancora i loro momenti."
Offrendo alla serie degli elogi moderati, Jen Chaney di Vulture ha sottolineato la potenziale rilevanza dello show rispetto allo stato politico degli Stati Uniti al momento della sua uscita, scrivendo: "Quando Who Is America? è sul punto, come nel segmento 'Kill or Be Killed', non ci ricorda solo che alcuni dei nostri imperatori non hanno vestiti. Li espone a camminare nudi senza alcun senso di vergogna."
In un'altra recensione mista, Darren Franich di Entertainment Weekly ha assegnato al primo episodio un voto di "C+" e ha scritto: "Ci sono alcune risate in Who Is America?, ma la sensazione più profonda che si ottiene dallo show è la stanchezza. Le uscite comiche casuali di Cohen sembrano attuali nel peggiore dei modi. Alcuni politici hanno detto cose pazzesche in televisione? Non è più strano. È obbligatorio."
In una recensione più positiva, Sonia Saraiya di Vanity Fair ha accolto la serie in modo non del tutto favorevole, affermando: "Gli sforzi erculei che Cohen effettua per intrappolare, ingannare o insultare i suoi obiettivi sono sia un po' estenuanti che inutili, ma non posso negare che Who Is America? è anche divertente, una volta superato lo shock e l'orrore imbarazzato."